# Nuevo Celilac
Nuevo Celilac es un municipio del departamento de Santa Bárbara en la República de Honduras.

## Toponimia
El nombre en lengua mexicano, significa "En el agua de los caracolillos". 

## Límites
Nuevo Celilac cuenta con una extensión territorial del 165.2 km². Se encuentra en terrenoquebrado, rodeado de colinas.
| Orientación | Límite                                                           |
| ----------- | ---------------------------------------------------------------- |
| Norte       | Municipios de San José de Colinas y San Luis, Santa Bárbara      |
| Sur         | Municipio de San Nicolás, Santa Bárbara                          |
| Este        | Municipios de San José de Colinas y Santa Bárbara, Santa Bárbara |
| Oeste       | Municipio de Atima, Santa Bárbara                                |

## Historia
En 1684, el dato más antiguo que se tiene del lugar es el de la “relación con motivos de cobro de la pena de cámara” de 1684 donde aparece como el Pueblo de Sililaca del Partido de Tencoa (actualmente Departamento de Santa Bárbara).
En 1791, en el primer recuento de población de 1791 era un pueblo del Curato de Tencoa y se llamaba Celilaca.
Los pobladores fueron azotados por una epidemia obligándolos a emigrar a otro territorio conocido como Tuliapa y se establecieron llamándolo Nuevo Celilac.
En 1825, en la división política territorial de 1825 aparece como parroquia del Departamento de Santa Bárbara.
En 1859, se le dio categoría de municipio, según el anuario estadístico de 1889.

## Turismo

### Feria Patronal
La Feria patronal está dedicado a la señora de Lourdes.

## División Política
Aldeas: 7 (2013)
Caseríos:
| Código | Aldea                        |
| ------ | ---------------------------- |
| 161501 | Nuevo Celilac                |
| 161502 | La Aradita                   |
| 161503 | Las Crucitas                 |
| 161504 | Nueva Jalapa o Tierra Blanca |
| 161505 | San Jerónimo del Pinal       |
| 161506 | San Nicolasito               |
| 161507 | Valle de la Cruz             |